# L'Herne
Éditions de L'Herne, più semplicemente nota come L'Herne, è una casa editrice francese nata nel 1963, dopo che la rivista omonima (1957-1972) ha cominciato a far uscire, indipendentemente dalla rivista, suoi volumi. Pubblica essenzialmente libri di letteratura e scienze umane.

## Storia
Nel 1957 Dominique de Roux e Georges Bez, studenti anticonformisti e coraggiosi, hanno fondato una rivista solo per abbonamento con la collaborazione di alcuni amici, tra cui Xavier de Roux (fratello di Dominique), Jean Thibaudeau e Bernard Collin, chiamandola "L'Herne". Nel 1961 è apparso un numero speciale consacrato a René Guy Cadou e l'anno seguente a Georges Bernanos, facendo partire la consuetudine di dedicare monografie ad autori su cui ritenevano di concentrare l'attenzione, pratica che diventerà la collana fondamentale della casa editrice, i «Cahiers de l'Herne» (dal 1966), ognuno con articoli, testimonianze, testi inediti, documenti ecc. sull'autore scelto.
Da quel momento si è formata attorno alla rivista, poi casa editrice, una specie di accademia parallela agli studi ufficiali, che tra commemorazioni e ritrovamenti si è costruita una sua squadra di lettori, passando per monografie dedicate ad autori allora poco noti in Europa o contrastati, tra cui, Louis-Ferdinand Céline (1963), Jorge Luis Borges (1964), Ezra Pound (1965), Henri Michaux (1966), William Burroughs (1968), Gustav Meyrink.
Nel 1972, dopo l'edizione del numero 21 dedicato a Charles de Gaulle, Dominique de Roux lascia L'Herne per fondare in Svizzera i Cahiers H.  Il timone passò a Constantin Tacou, allievo di Georges Dumézil e cineasta per l'UNESCO, che continuò la collana con autori come Thomas Mann, Fëdor Dostoevskij (1974), Karl Kraus, Robert Musil (1982), Carl Gustav Jung, Friedrich Hölderlin, Friedrich Nietzsche, gli storici delle religioni Mircea Eliade e Henry Corbin, l'esoterista René Guénon ecc.
Fino al n. 68, sono apparsi varii volumi incentrati sul tema del fantastico, con saggi su autori quali Edgar Allan Poe, Jules Verne, Lovecraft, i narratori gotici (v. "Romantisme Noir"), Lewis Carroll, Jean Ray, R.L. Stevenson, Dracula come mito artistico-letterario e il vampirismo nella riflessione filosofica. Dopo il numero dedicato a August Strindberg (2000), la direzione è passata al figlio, Laurence Tacou, che ha spostato gli uffici da rue de Verneuil a rue Mazarine. Monografie su autori come Mario Vargas Llosa (2003), Paul Ricœur (2004), George Steiner, Claude Lévi-Strauss, Jacques Derrida, Jean Baudrillard (2005), Romain Gary, Marguerite Duras, Carlos Fuentes (2006), Noam Chomsky (2007), René Girard (2008), Emil Cioran (2009), Michel Déon, Gershom Scholem, Yves Bonnefoy, Michel Serres, Michel Foucault (2011) e Charles Maurras, Colette, con qualche spostamento d'attenzione verso scrittori a cavallo tra letteratura e filosofia.
I "Cahiers" sono disponibili anche in forma digitale sul portale di Gallica.
Una nuova collana "Carnets de l'Herne", in formato più piccolo dei "Cahiers", ha cominciato a uscire all'inizio con una scelta di articoli della collana maggiore dedicata a un pubblico più largo, quindi con volumetti anche autonomi.

## Cahiers de l'Herne
Elenco completo dei numeri della rivista (ordine inverso)
- 143. Italo Calvino (2024, a cura di Christophe Mileschi e Martin Rueff)
- 142. Vladimir Nabokov (2023, a cura di Yannicke Chupin e Monica Manolescu)
- 141. Vladimir Jankélévitch (2023, a cura di Françoise Schwab, Pierre-Alban Gutkin-Guinfolleau e Jean-François Rey)
- 140. François Cheng (2022, a cura di Olivia Mauriac)
- 139. Jean Echenoz (2022, a cura di Johan Faerber)
- 138. Annie Ernaux (2022, a cura di Pierre-Louis Fort)
- 137. Raymond Aron (2022, a cura di Elisabeth Dutartre-Michaut)
- 136. Pascal Quignard (2021, a cura di Mireille Calle-Gruber)
- 135. Hannah Arendt (2021, a cura di Martine Leibovici e Aurore Mréjen)
- 134. Jean Malaurie (2021, a cura di Pierre Aurégan e Jan Borm)
- 133. Marcel Proust (2021, a cura di Jean-Yves Tadié)
- 132. Thomas Bernhard (2021, a cura di Dieter Hornig e Ute Weinmann)
- 131. Alexandre Dumas (2020, a cura di Sylvain Ledda e Claude Schopp)
- 130. Paul Celan (2020, a cura di Bertrand Badiou, Clément Fradin e Werner Wögerbauer)
- 129. Jean Giono (2020, a cura di Agnès Castiglione e Mireille Sacotte)
- 128. André Comte-Sponville (2020, a cura di François L'Yvonnet)
- 127. Pierre Bergounioux (2019, a cura di Jean-Paul Michel)
- 126. Christian Bobin (2019, a cura di Lydie Dattas e Claire Tievant)
- 125. Michel Onfray (2019, a cura di De Monvallier Henri)
- 124. Françoise Héritier (2018, a cura di Salvatore D'Onofrio e Emmanuel Terray)
- 123. Curzio Malaparte (2018, a cura di Maria Pia De Paulis)
- 122. John le Carré (2018, a cura di Isabelle Perrin)
- 121. François Jullien (2018, a cura di Daniel Bougnoux e François L'yvonnet)
- 120. Pierre Michon (2017, a cura di Philippe Artières, Agnès Castiglione e Dominique Viart)
- 119. Joyce Carol Oates (2017, a cura di Caroline Marquette e Tanya Tromble-Giraud)
- 118. Orhan Pamuk (2017, a cura di Sophie Basch e Nilüfer Gole)
- 117. Michel Houellebecq (2017, a cura di Agathe Novak-Lechevalier)
- 116. Georges Perec (2016, a cura di Agathe Novak-Lechevalier)
- 115. Maurice Sachs (2016, a cura di Henri Raczymow)
- 114. Edgar Morin (2016, a cura di François L'Yvonne)
- 113. Jean Cocteau (2016, a cura di Serge Linarès)
- 112. Henri-Pierre Roché (2015, a cura di Xavier Rockenstrocly e Catherine Du Toit)
- 111. Joseph Roth (2015, a cura della redazione)
- 110. Sigmund Freud (2015, a cura di Roger Perron e Sylvain Missonnier)
- 109. Joseph Conrad (2015, a cura di Josyane Paccaud e Claude Maisonnat)
- 108. Franz Kafka (2014, a cura di Jean-Pierre Morel)
- 107. Maurice Blanchot (2014, a cura di Éric Hoppenot e Dominique Rabaté)
- 106. Pablo Picasso (2014, a cura di Laurent Wolf e Androula Michael)
- 105. Simone Weil (2014, a cura di Emmanuel Gabellieri e François L'Yvonnet)
- 104. Walter Benjamin (2013, a cura di Patricia Lavelle)
- 103. Albert Camus (2013, a cura di Raymond Gay-Crosier e Agnès Spiquel-Courdille)
- 102. Georges Simenon (2013, a cura di Laurent Demoulin)
- 101. Isaac B. Singer (2012, a cura di Florence Noiville)
- 100. Simone de Beauvoir (2013, a cura di Eliane Lecarme-Tabone e Jean-Louis Jeannelle)
- 99. Roger Nimier (2012, a cura di Marc Dambre)
- 98. Patrick Modiano (2012, a cura di Maryline Heck e Raphaëlle Guidée)
- 97. Colette (2011, 2023, a cura di Gérard Bonal e Frédéric Maget)
- 96. Charles Maurras (2011, a cura di Stéphane Giocanti e Axel Tisserand)
- 95. Michel Foucault (2011, a cura di Frédéric Gros, Philippe Artières, Jean-François Bert e Judith Revel)
- 94. Michel Serres (2010, a cura di François L'Yvonnet e Christiane Frémont)
- 93. Yves Bonnefoy (2010, a cura di Odile Bombarde e Jean-Paul Avice)
- 92. Gershom Scholem (2008, a cura di Maurice Kriegel)
- 91. Michel Déon (2009, a cura di Laurence Tacou)
- 90. Emil Cioran (2009, a cura di Vincent Piednoir e Laurence Tacou)
- 89. René Girard (2008, a cura di Mark Anspach)
- 88. Noam Chomsky (2007, a cura di Jean Bricmont e Julie Franck)
- 87. Carlos Fuentes (2006, a cura di Claude Fell e Jorge Volpi)
- 86. Marguerite Duras (2005, 2014, a cura di Bernard Alazet e Christiane Blot-Labarrère)
- 85. Romain Gary (2005, 2014, a cura di Jean-Francois Hangouet et Paul Audi)
- 84. Jean Baudrillard (2004, a cura di Francois L'Yvonnet)
- 83. Jacques Derrida (2004, a cura di Marie-Louise Mallet e Ginette Michaud)
- 82. Claude Lévi-Strauss (2004, a cura di Michel Izard)
- 81. Paul Ricœur (2004, a cura di Myriam Revault d'Allonnes e Francois Azouvi)
- 80. George Steiner (2003, a cura di Pierre-Emmanuel Dauzat)
- 79. Mario Vargas Llosa (2003, a cura di Albert Bensoussan)
- 78. Remy de Gourmont (2003, a cura di Thierry Gillyboeuf e Bernard Bois)
- 77. Hector Berlioz (2003, a cura di Christian Wasselin e Pierre-René Serna)
- 76. Ferdinand de Saussure (2003, a cura di Simon Bouquet)
- 75. Stigmates (2001, a cura di Dominique de Courcelles)
- 74. August Strindberg (2000, a cura di Elena Balzamo)
- 73. Friedrich Nietzsche (2000, 2006, a cura di Marc Crépon)
- 72. André Breton (1998, a cura di Michel Murat e Marie-Claire Dumas)
- 71. Victor Segalen (1998, 2019, a cura di Marie Dolle e Christian Doumet)
- 70. Paul Claudel (1997, a cura di Pierre Brunel)
- 69. Arthur Schopenhauer (1997, a cura di Jean Lefranc)
- 68. Dracula: de la mort à la vie (1997, a cura di Charles Grivel)
- 67. Jean Vilar (1995, a cura di Jacques Tephany)
- 66. Robert Louis Stevenson (1995, a cura di Michel Le Bris)
- 65. Henry David Thoreau (1994, a cura di Michel Granger)
- 64. Arthur Rimbaud (1993, a cura di André Guyaux)
- 63. Nirvana (1993, a cura di François Chenet)
- 62. La Franc-Maçonnerie':  documents fondateurs (1992, 2007, a cura di Frederick Tristan)
- 61. Valery Larbaud (1992, a cura di Anne Chevalier)
- 60. Emmanuel Lévinas (1991, 2006, a cura di Catherine Chalier e Miguel Abensour)
- 59. Jean Tardieu (1991, a cura di Constantin Tacou e Françoise Dax-Boyer)
- 58. Opéra, théâtre: une mémoire imaginaire (1990, a cura di Georges Banu)
- 57. Friedrich Hölderlin (1989, a cura di Jean-François Courtine)
- 56. D. H. Lawrence (1988, a cura di Ginette Katz-Roy e Myriam Librach)
- 55. Léon Bloy (1988, a cura di Michel Arveiller e Pierre Glaudes)
- 54. Robert Desnos (1987, a cura di Marie-Claire Dumas e Roger Dadoun)
- 53. Georges Sorel (1986, a cura di Michel Charzat)
- 52. Simón Bolívar (1986, a cura di Laurence Tacou)
- 51. Francis Ponge (1986, a cura di Jean-Marie Gleize)
- 50. James Joyce (1985, a cura di Jacques Aubert e Fritz Senn)
- 49. René Guénon (1985, a cura di Jean-Pierre Laurant e Paul Barbanegra)
- 48. François Mauriac (1985, 2000, a cura di Jean Touzot)
- 47. Joris-Karl Huysmans (1985, a cura di Pierre Brunel e André Guyaux)
- 46. Carl Gustav Jung (1984, 2015, a cura di Michel Cazenave e Claude Mettra)
- 45. Martin Heidegger (1983, a cura di Michel Haar)
- 44. Les Symboles du Lieu. L'habitation de l'homme: Horia Damian, Jean-Pierre Raynaud (1983, a cura di Constantin Tacou)
- 43. André Malraux (1982, a cura di Michel Cazenave)
- 42. Pierre Drieu La Rochelle (1982, a cura di Marc Hanrez)
- 41. Robert Musil (1981, a cura di Marie-Louise Roth e Roberto Olmi)
- 40. William Butler Yeats (1981, a cura di Jacqueline Genet)
- 39. Henry Corbin (1981, a cura di Christian Jambet)
- 38. Jean Ray (1980, a cura di François Truchaud e Jacques van Herp)
- 37. Gérard de Nerval (1980, a cura di Jean Richer)
- 36. Raymond Abellio (1979, a cura di Jean-Pierre Lombard)
- 35. Bertold Brecht (1979, 1982, a cura di Bernard Dort e Jean-Francois Peyret)
- 34. Romantisme noir (1978, a cura di Liliane Abensour e Françoise Charras)
- 33. Mircea Eliade (1977, 1987, a cura di Constantin Tacou, George Banu e Marie-France Ionesco)
- 32. Charles Péguy (1977, a cura di Jean Bastaire)
- 31. Samuel Beckett (1976, a cura di Tom Bishop e Raymond Federman)
- 30. Gustav Meyrink (1976, a cura di Yvonne Caroutch)
- 29. Raymond Queneau (1975, a cura di André Bergens)
- 28. Karl Kraus (1975, 2024, a cura di Eliane Kaufholz)
- 27. Arthur Koestler (1975, a cura di Pierre Debray-Ritzen)
- 26. Edgar Allan Poe (1974, 1998, a cura di Claude Richard)
- 25. Jules Verne (1974, 1998 a cura di Pierre-André Touttain)
- 24. Dostoïevski (1974, a cura di Jacques Catteau)
- 23. Thomas Mann (1973, a cura di Frederick Tristan)
- 22. Jean Dubuffet (1973, a cura di Jacques Berne)
- 21. Charles de Gaulle (1973, 1985, a cura di Michel Cazenave e Olivier Germain-Thomas)
- 20. Julien Gracq (1972, 1997, a cura di Jean-Louis Leutrat)
- 19. Pierre Jean Jouve (1972, a cura di Robert Kopp e Dominique de Roux)
- 18. Mao Tse-Tung (1972, a cura di François Joyaux)
- 17. Lewis Carroll (1971, 1987, a cura di Henri Parisot)
- 16. Soljénitsyne (1971, 2018, a cura di George Nivat e Michel Aucouturier)
- 15. René Char (1971, 2007, a cura di Dominique Fourcade)
- 14. Witold Gombrowicz (1971, a cura di Constantin Jelenski e Dominique de Roux)
- 13. Louis Massignon (1970, a cura di Jean-François Six)
- 12. H.P. Lovecraft (1969, 1984, a cura di François Truchaud)
- 11. Giuseppe Ungaretti (1969, a cura di Piero Sanavio)
- 10. Le Grand Jeu (1967, a cura di Marc Thivolet) [l'intera rivista fondata da René Daumal]
- 9. États-Unis: William Burroughs e Bob Kaufman (1967, 1999, a cura di Claude Pélieu)
- 8. Henri Michaux (1966, 1983, 1999, a cura di Raymond Bellour)
- 7. Ezra Pound (II) (1965, 1997 [riunito con 6], a cura di Dominique de Roux e Michel Beaujour)
- 6. Ezra Pound (I) (1965, 1997 [riunito con 7], a cura di Dominique de Roux e Michel Beaujour)
- 5. Louis-Ferdinand Céline (II) (1965, 1972 [riunito con 3], 1999, 2008, 2024, a cura di Dominique de Roux, Michel Beaujour e Jean Pommery)
- 4. Jorge Luis Borges (1962, 1981, 1999, 2014, a cura di Dominique de Roux e Jean de Milleret)
- 3. Louis-Ferdinand Céline (I) (1963, 1972 [riunito con 5], 1999, 2008, 2024, a cura di Dominique de Roux e Michel Thelia) [testimonianza di Milton Hindus]
- 2. Georges Bernanos (1962, 1967, 1998, a cura di Dominique de Roux, Marcel Arland, Napoleon Murat e altri)
- 1. René Guy Cadou (1961, a cura di Marcel Bealu e altri)

## Collane
- «Les Cahiers de l'Herne», numeri monografici (in preparazione Jean Genet, Antoine de Saint-Exupéry, Christian Bobin, Rainer Maria Rilke)
- «Essais et philosophie», saggi e commenti
- «Romans» (tra i quali opere di Elizabeth Gaskell, Raoul de Warren, Mircea Eliade)
- «Les Carnets», testi rari e provocatori, pamphlet anti-capitalisti (tra gli autori anche Pierre Drieu La Rochelle, Romain Gary, Françoise Sagan)
- «Les Cahiers d'anthropologie sociale» (pubblicazioni collegate al Collège de France), diretta da Claude Lévi-Strauss, Philippe Descola e Françoise Héritier.
- «Cave Canem»
- «Confidences»
- «Mythes et religions»
- «Théorie et stratégie»
- «L'envers»
- «Glose»

## Autori italiani pubblicati
Tra gli autori della casa editrice, tradotti dall'italiano: Luigi Aurigemma, Marta Morazzoni, Antonio Negri, Maurizio Serra, Alessandro Spina e Giuseppe Ungaretti.